# Râul Valea Speriatei
Râul Valea Speriatei este un curs de apă, afluent al râului Dâmbovița. 